# Joulupukki

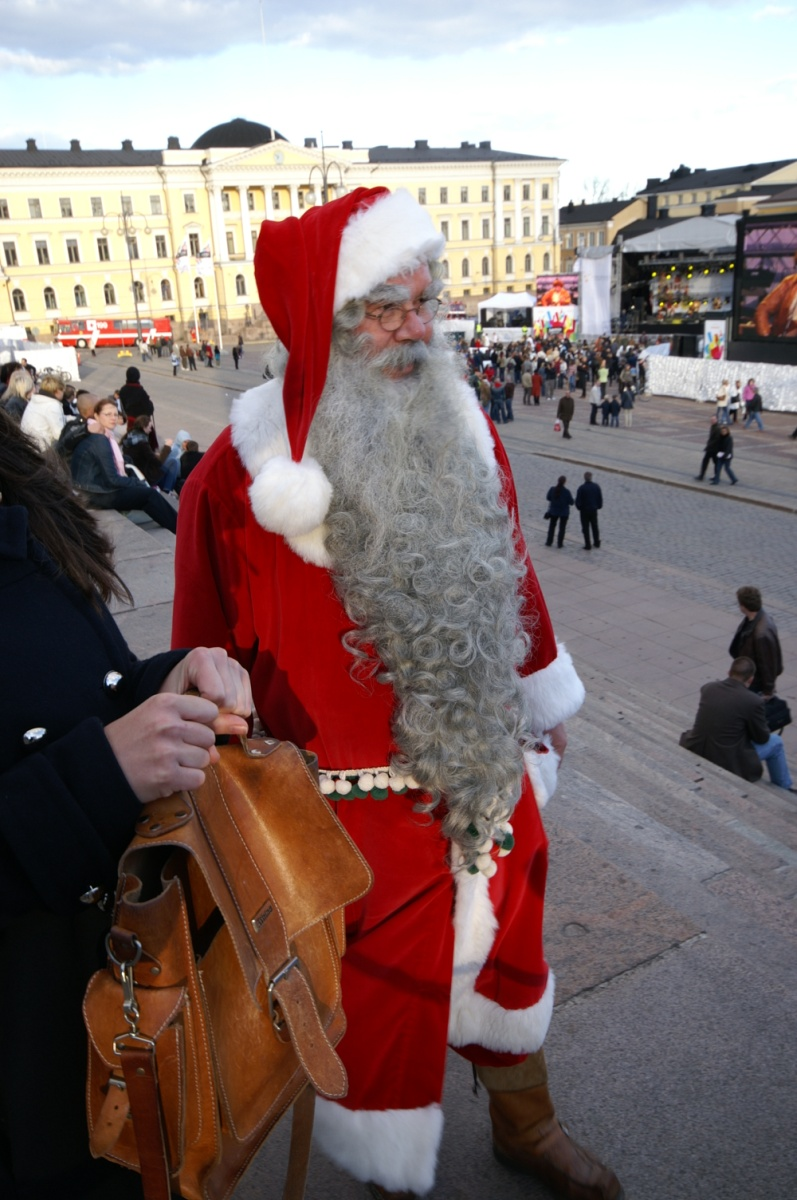
Joulupukki

Joulupukki – mityczna postać będąca fińskim odpowiednikiem Świętego Mikołaja. Od wieków odgrywał on ważną rolę w fińskiej tradycji bożonarodzeniowej, jednak z czasem upodobnił się do amerykańskiego Św. Mikołaja. Jego imię w dosłownym tłumaczeniu oznacza bożonarodzeniowego kozła.

## Pochodzenie
Dawną fińską tradycją było przebieranie się za kozła, w celu otrzymania resztek świątecznego jedzenia. Zwykle taką osobą był starszy człowiek, tradycyjnie nazywany Nuuttipukki.
Określenie Nuuttipukki dosłownie oznacza „kozła Nuutti” i w fińskim kalendarzu odnosi się do dnia zwanego Nuutti, który wypada 13 stycznia. Wtedy też oficjalnie kończył się okres bożonarodzeniowy, a ludzie świętowali ten dzień poprzebierani za kozły. W strojach zrobionych ze słomy i futer chodzili od domu do domu, śpiewali piosenki i prosili o resztki świątecznego jedzenia. Często straszyli też dzieci.
W XIX wieku różne fińskie tradycje świąteczne stały się bardziej ujednolicone i wspólne. Najwięcej tych zwyczajów pochodziło z Niemiec, więc wkrótce fiński Nuuttipukki zaczął się mieszać z niemieckim Weihnachtsmannem, który wyewoluował z tradycji Św. Mikołaja po reformacji. Z tego połączenia powstał Joulupukki, który nie straszył już dzieci, tylko przynosił im prezenty. Chociaż na podarunki mogły liczyć jedynie dobrze wychowane dzieci, gdyż te niegrzeczne otrzymywały wiązankę suchych gałązek.

## Charakterystyka
Początkowo Joulupukki był staruszkiem noszącym szare, zużyte ubranie, ale w latach 50. jego bezbarwny wizerunek zaczął się powoli zmieniać i nabierać kolorytu. Dzisiaj wygląda i zachowuje się podobnie jak jego amerykański odpowiednik, ale istnieją pewne różnice. Jego dom i pracownia znajdują na górze Korvatunturi, podczas gdy Święty Mikołaj zamieszkuje biegun północny. Nie zakrada się też w nocy przez komin, tylko puka do frontowych drzwi w czasie wigilijnej kolacji. Kiedy wchodzi do domu najpierw tradycyjnie wypowiada słowa: Onkos täällä kilttejä lapsia? (Czy są tu jakieś grzeczne dzieci?). Zawsze jest bardzo miły, hojny i radosny, a ponadto bardzo kocha dzieci.
Zwykle nosi ciepłe czerwone ubranie, używa drewnianej laski i podróżuje w saniach ciągniętych przez kilka reniferów. Jednak w przeciwieństwie do Świętego Mikołaja jego renifery nie latają. Popularna piosenka Rudolph the Red-Nosed Reindeer w fińskim tłumaczeniu, Petteri Punakuono, doprowadziła do ogólnej akceptacji Rudolfa jako czołowego renifera Joulupukkiego.
W świątecznych przygotowaniach pomagają mu istoty zwane tonttu, a dokładniej joulutonttu (od szwedzkiego tomte); nie są one elfami, ale raczej karłowatymi ludźmi. Zwykle mają podobne stroje co Joulupukki, a mężczyźni noszą białe brody. Joulupukki ma też żonę Joulumuori, ale tradycja za dużo o niej nie mówi.
W 1927 r. przyjęto oficjalne miejsce zamieszkania Joulupukkiego, kiedy to fiński reporter Markus Rautio – znany też jako wujek Markus – powiadomił w swoim popularnym programie radiowym dla dzieci, że Joulupukki mieszka w Laponii na górze Korvatunturi. Wybór miejsca wyjaśnił tym, że odkąd góra ma uszy (nazwa Korvatunturi dosłownie znaczy góra ucha), Joulupukki wszystko słyszy i dlatego zawsze wie, czy dzieci były grzeczne czy nie.